# Асташёнок, Александр Сергеевич
Алекса́ндр Серге́евич Асташёнок (род. 8 ноября 1981, Оренбург, РСФСР) — российский музыкант и актёр, экс-солист группы «Корни» (2002—2010), победитель первой «Фабрики звёзд».

## Биография
С детства увлекался музыкой, играет на гитаре и на клавишных. Закончил финансово-экономический колледж.
Пробовал себя в роли телеведущего, некоторое время вёл авторскую программу о кино на местном телевидении. В 1998 году в Оренбурге вместе с друзьями создал рок-группу «Ореол». В 2002 году Асташёнок победил в телепроекте «Фабрика звёзд», где образовалась музыкальная группа «Корни». На протяжении восьми лет работы в группе «Корни» написал ряд песен для репертуара группы, среди которых песня «С днём рождения, Вика». Также по подсчётам данных всех радиостанций «С днём рождения, Вика» была признана самой ротируемой песней 2004 года.
В июле 2010 года покинул коллектив. В том же году окончил актёрский факультет в ГИТИСе (мастерская профессора М. В. Скандарова). 29 января 2011 года в Институте русского театра состоялась премьера спектакля «…пока смерть не разлучит нас…» (реж. Виктория Лезина) с участием Александра Асташёнка и Павла Артемьева.
В 2011 году по приглашению компании RWS сыграл одну из главных ролей в телесериале «Дар», который вышел на украинском телеканале Интер. В июне 2012 года снялся в одной из главных ролей в фильме «Пока ещё жива» режиссёра Александра Атанесяна. Специально для фильма написал, спродюсировал и записал на своей студии несколько песен: «Just one more night», «I wanna feel it», «You are perfection». С июля по декабрь 2012 года принимал участие в съёмках четвёртого сезона сериала «Закрытая школа» на канале СТС.
В 2014 году отправился в США, где учился в актёрской школе Иванны Чабак. Закончив ГИТИС и получив актёрское образование, Асташёнок стал регулярно сниматься в российских телесериалах. Наиболее известнен участием в сериалах «Закрытая школа» и «Кровавая барыня».
В конце 2010-х совместно с продюсером Игорем Матвиенко выпустил несколько синглов. 31 июля 2018 года вышли песни «Давай со мной» и «Моя паранойя». 8 ноября 2019 года выпустил песню «Девочка-примадонна».

### Личная жизнь
С 2004 года женат на Елене Венгржиновской (род. 1968), бывшем концертном директоре группы «Корни». В декабре 2004 года у пары родилась дочь Виктория, названная в честь хита «Корней» «С днём рождения, Вика».
Есть младший брат Дмитрий, в 2003 году он стал участником второго сезона проекта «Фабрика звёзд», из которого выбыл первым. Позднее принял участие в конкурсе «Пять звёзд», был солистом группы «PlomBear». В начале 2010-х переехал в Нью-Йорк, где продолжил заниматься музыкой, выпустил сольный альбом. В 2015 году принял участие в программе «Сегодня вечером», посвящённой «Фабрике звёзд», где рассказывал о своей жизни в США. Некоторое время назад он вернулся в Россию, открыл ютуб-канал, посвящённый религии, который он называет «гласом вопиющего в пустыне», призывает зрителей «покаяться». В настоящее время певец не общается с ним.

## Фильмография[11]
- 2011 — Дар — Костя Гордеев[12]
- 2012 — Закрытая школа — Алексей Барышников[12]
- 2013 — Папа в законе — Макс Голубев
- 2013 — Пока ещё жива[5] — Глеб Василенко[13]
- 2013 — Третья попытка — Олег
- 2014 — Карнавал по-нашему — Максим Лаврушин
- 2015 — Где живёт Надежда? — Кирилл Маркелов
- 2015 — Деньги (сериал) — Вадим Якушев
- 2016 — Жозефина и Наполеон — Наполеон
- 2017 — Кровавая барыня — Станислав Понятовский
- 2018 — Впереди день — Олег Панич
- 2018 — Берёзка — Валентин Ларин
- 2018 — Когда солнце взойдёт — Олег
- 2019 — Гадалка (телесериал) — Макс
- 2019 — Подкидыш — Никита
- 2020 — Гадалка. Новый сезон — Макс
- 2021 — День города — Гена
- 2021 — Молодые и сильные выживут — Шмон
- 2021 — Женись на мне — Николай
- 2022 — Одна — Пилот
- 2023 — Запасный выход — Марк Иосифович